# Marionina spicula
Marionina spicula är en ringmaskart som först beskrevs av Leuckart 1847.  Marionina spicula ingår i släktet Marionina och familjen småringmaskar. Arten är reproducerande i Sverige. Inga underarter finns listade i Catalogue of Life.